# Wugigarra muluridji
Wugigarra muluridji là một loài nhện trong họ Pholcidae. Loài này được phát hiện ở Queensland.